# Амариліс прекрасний
Амариліс прекрасний (Amaryllis belladonna) — вид цибулинних рослин рослини амарилісові.

## Будова
Цибулина велика, грушоподібної форми; зовнішні луски коричневі, всередині запушені. Листя ременеподібні, до 50 см завдовжки. Жолоби, гладкі. Квітконіс до 50-70 см заввишки, несе на верхівці 8-12 квіток. Квітки великі, пониклі, рожево-червоні, дзвоноподібні, ароматні.

## Поширення та середовище існування
Росте в лісових передгір'ях в Капській провінції (ПАР).

## Практичне використання
Виведено багато декоративних форм амарилісу.
Часто під назвою «амариліс» в кімнатах і оранжереях вирощуються рослини інших родів з родини амарилісових.